# Master School Drehbuch
Die Master School Drehbuch ist eine Drehbuchschule in Berlin, die Aus- und Weiterbildungen in den Bereichen Drehbuchschreiben und Dramaturgie anbietet.
Sie wurde 1995 als Initiative des damaligen Filmboard Berlin Brandenburg von Autor und Dramaturg Oliver Schütte gegründet. Ihr primäres Ziel war ein Stoffentwicklungsprogramm für junge professionelle Drehbuchautoren und Produzenten zu schaffen und so dem Bildungsnotstand im Bereich Stoffentwicklung entgegenzuwirken.

## Ausbildung
Das Seminarprogramm bietet Weiterbildungsangebote im gesamten Schreibprozess an. Neben der eigenen Stoffentwicklung werden umfassende theoretische Grundlagen in den Bereichen Figuren, Struktur, alternative Dramaturgien, Spannungstechniken, Stil und Ton, Szene und Dialog, Genrespezifika sowie ein Überblick über marktrelevante Aspekte wie den deutschen Fernseh- und Sendermarkt vermittelt. Seit 2003 betreibt die Master School Drehbuch Online die deutschlandweit ersten internetgestützten Fortbildungen.
In Kooperation mit der TV-Akademie veranstaltet die Bildungseinrichtung die Ausbildung zum Autor/-in für Film und TV. Die Ausbildung vermittelt alle für den Beruf des Drehbuchautors wesentlichen Kenntnisse und Fähigkeiten in Theorie und Praxis. Ziel der Ausbildung ist es, den Teilnehmer zu befähigen, als Drehbuchautor, Storyliner / Dialogbuchautor tätig zu sein. Ergänzt wird dieses Programm u. a. durch die Module Weiterbildung zum Dramaturg & Lektor und Schreiben für Daily Soap & Telenovela.
Alle Vollzeit-Programme wurden bezüglich ihrer Qualität geprüft und zur Förderung der beruflichen Weiterbildung zertifiziert.
Die Seminarräume befinden sich in Kreuzberg in der Zossener Straße / in der Nähe der Flaniermeile Bergmannstraße.
Im Laufe der Jahre haben viele, auch international namhafte Dozenten wie Linda Seger, Julian Friedman, Christopher Vogler, Roland Zag, Don Bohlinger, Christian Eisert und Philip Parker an der Schule unterrichtet.
Einige der von Absolventen entwickelten Drehbücher sind im Laufe der Jahre realisiert und mit Preisen ausgezeichnet worden. Kristin Derfler und Clemens Murath zum Beispiel haben das Drehbuch für das Fernsehdrama Hoheneck war gestern geschrieben.
Clemens Murath erhielt 2001 den Deutschen Drehbuchpreis für sein Buch Im Schatten des Jaguars, Anne Wild wurde 1999 für ihr Buch Mein erstes Wunder mit dem Drehbuchpreis Baden-Württemberg geehrt; 2003 erhielt sie den Max-Ophüls-Preis.
Marei Gerken, Step by Step-Teilnehmerin 1999, wurde mit dem Deutschen Filmpreis 2004 für ihr unverfilmtes Drehbuch The Far Side of the Sea ausgezeichnet.

## Geschichte
Im Zuge der Initiative, sich dem europäischen Film zu öffnen, konnte das 1995 von der Bildungseinrichtung entwickelte Stoffentwicklungsprogramm Step by Step 1998 das erste Mal in Koproduktion mit der Schweizer Stiftung Weiterbildung, Film und Audiovision FOCAL durchgeführt werden. 2001 kam das Drehbuchforum Wien als ein weiterer Partner hinzu. Step by Step wurde ebenfalls durch das MEDIA-Programm der EU unterstützt.
Das Stoffentwicklungsprogramm Step by Step fand 2005 zum 10. und letzten Mal statt.
Die von der Bildungseinrichtung initiierte Scriptforum Conference hat sich in den Jahren 2000 bis 2006 als Fachmesse für Drehbuch und Stoffentwicklung inklusive verschiedener Workshops als Ort des Austausches und der professionellen Begegnung in der Branche dargestellt.  2004 fand Scriptforum auch im Ausland statt und präsentierte sich mit der eintägigen Scriptforum Conference Venedig während der Filmfestspiele in Venedig einem europäischen und internationalen Publikum.
Mit Pygmalion, dem zweiten MEDIA-geförderten Stoffentwicklungsprogramm, das die Schule mit anderen europäischen Partnern durchführte, wurde deutschen Autoren seit 2002 auch ein internationales Stoffentwicklungsprogramm speziell für Kinderfilmstoffe geboten.
2002 wurde die Bildungseinrichtung von den Internationalen Filmfestspielen Berlin beauftragt, den Berlinale Talent Campus zu organisieren. Mit diesem Großprojekt wurde die Master School Drehbuch zum ersten Mal über die europäischen Grenzen hinaus tätig und hat sich als Partner am internationalen Fortbildungsmarkt etabliert.
Im Dezember 2008 hat sich Oliver Schütte, der Gründer und langjährige Geschäftsführer zurückgezogen, steht der neuen Leitung aber noch beratend zur Seite. Die Bildungseinrichtung wird seit Januar 2009 von Eva-Maria Fahmüller geführt.